# Cold Spring Harbor (album)
| Recensione              | Giudizio   |
| ----------------------- | ---------- |
| AllMusic                | [ 3 ]      |
| Debaser                 | [ 4 ]      |
| Sputnikmusic            | 3.0 (Good) |
| Dizionario del Pop-Rock | [ 6 ]      |
| 24.000 dischi           | [ 7 ]      |

Cold Spring Harbor è il primo album discografico da solista del cantante statunitense Billy Joel, pubblicato nel novembre del 1971.

## Tracce

### LP
Lato A (FPS 2700-A)
Testi e musiche di Billy Joel.
1. She's Got a Way – 2:40
2. You Can Make Me Free – 5:40
3. Everybody Loves You Now – 2:40
4. Why Judy Why – 3:46
5. Falling of the Rain – 2:24

Lato B (FPS 2700-B)
Testi e musiche di Billy Joel.
1. Turn Around – 3:20
2. You Look So Good to Me – 2:26
3. Tomorrow Is Today – 4:47
4. Nocturne – 2:37
5. Got to Begin Again – 2:47

## Formazione
- Billy Joel - voce, piano, organo, clavicembalo, armonica
- Jimmie Haskell - arrangiamenti, conduttore musicale
- Don Evans - chitarra
- Sal DeTroia - chitarra
- Sneaky Pete - chitarra steel
- Joe Osborne - basso
- Larry Knechtel - basso
- Rhys Clark - batteria
- Denny Siewell - batteria
- Mike McGee - batteria (brani: Everybody Loves You Now e Turn Around)
- Al Campbell - tastiere (no piano) (brano: Turn Around)
- L.D. Dixon - pianoforte elettrico fender rhodes (brano: Turn Around)

Note aggiuntive
- Artie Ripp - produttore e direzione (per la Just Sunshine Inc. and Family Productions Inc.)
- Irwin Mazur - produttore esecutivo e direzione artistica
- Registrazioni effettuate (eccetto brani: Why Judy Why e You Look So Good to Me) al The Record Plant West di Los Angeles, California, luglio 1971
- Bob Hughes - ingegnere delle registrazioni, mixaggio
- Michael Stone - secondo ingegnere delle registrazioni
- Brani: Why Judy Why e You Look So Good to Me, registrati al Ultrasonic Recording Studios, Hempstead, New York
- John Bradley - ingegnere delle registrazioni (Ultrasonic Recording Studios)
- Ringraziamenti a: Chuck Arnold, Bob Romaine e Josephine[8][9]

## Classifica
Album
| Anno | Classifica            | Posizione raggiunta |
| ---- | --------------------- | ------------------- |
| 1984 | Billboard 200         | 158                 |
| 1984 | Top Current Albums    | 158                 |
| 1984 | Official Albums Chart | 95                  |